# Vườn quốc gia sông Clyde
Vườn quốc gia sông Clyde là một vườn quốc gia ở miền đông nam bang New South Wales, Úc, giữa thành phố Batemans Bay và làng Nelligen.
Vườn quốc gia này có khu đất trước sông dài 9 km của sông Clyde, bao 3 mặt bởi sông Clyde và mặt phía đông bắc bởi quốc lộ Kings Highway.
Vườn quốc gia sông Clyde được thành lập do việc cắt đất từ Rừng quốc gia Benandarah trong năm 2000.